# 杜整
杜整（1447年—？），字思齊，浙江溫州府平陽縣人，民籍，明朝政治人物。進士出身。

## 生平
早年出身國子生，成化元年（1465年）舉乙酉科浙江鄉試第七十七名。成化十四年（1478年）戊戌科會試第一百七十一名，殿試登進士第三甲第一百八十七名。

## 家族
曾祖父杜孟初。祖父杜立雅。父亲杜忱。母毛氏，继母沈氏。慈侍下。娶柳氏，继娶囗氏。